# Hrabstwo Lapeer
Lapeer – hrabstwo w stanie Michigan w USA. Siedzibą hrabstwa jest Lapeer.

## Miasta
- Brown City
- Imlay City
- Lapeer

## CDP
- Attica
- Barnes Lake-Millers Lake

## Wioski
- Almont
- Clifford
- Columbiaville
- Dryden
- Metamora
- North Branch

## Hrabstwo Lapeer graniczy z następującymi hrabstwami
- północny wschód – hrabstwo Sanilac
- wschód – hrabstwo St. Clair
- południowy wschód – hrabstwo Macomb
- południowy zachód – hrabstwo Oakland
- zachód – hrabstwo Genesee
- północny zachód – hrabstwo Tuscola